# Colarossiho akademie

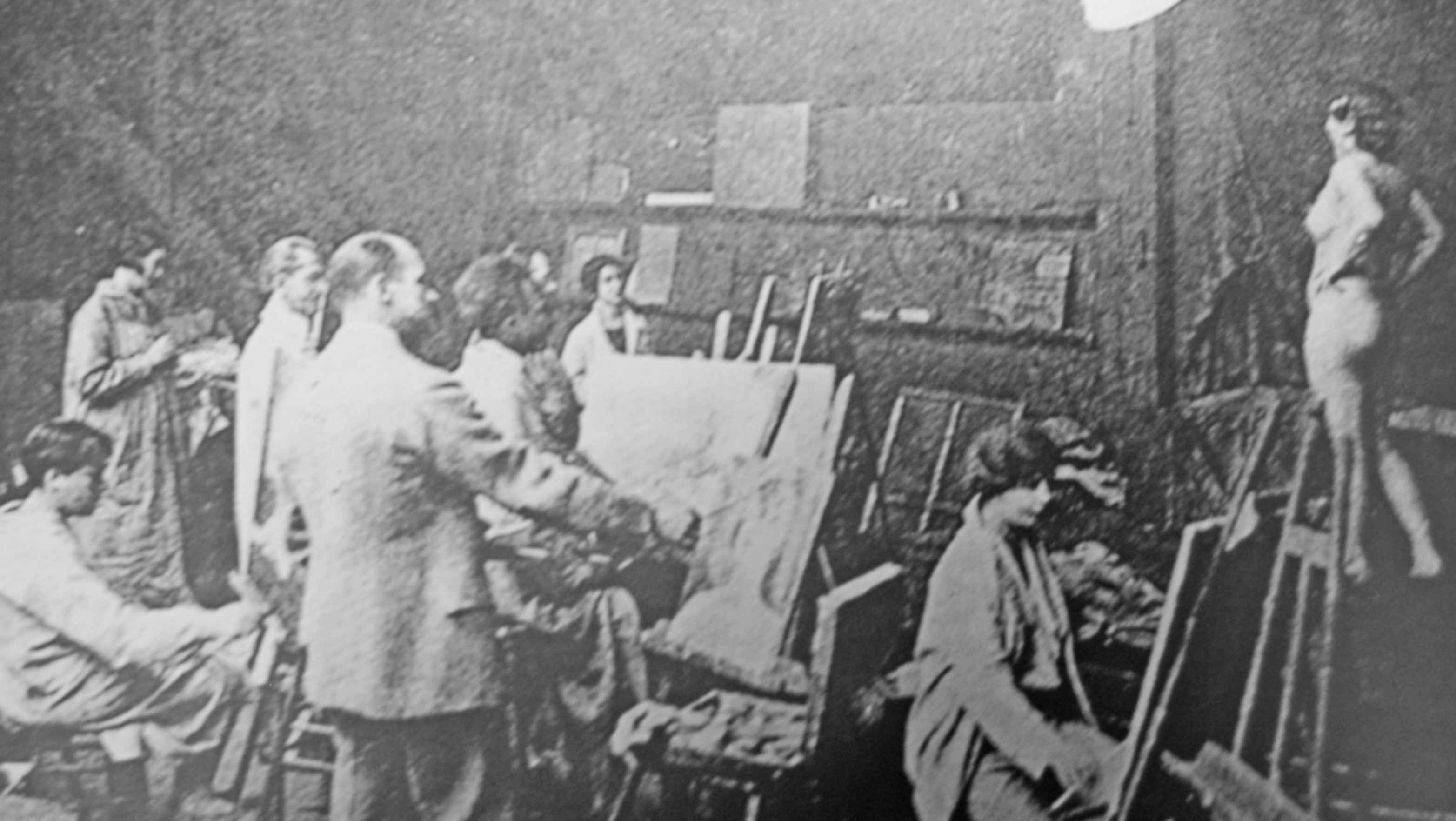
Hodina kreslení, 1908

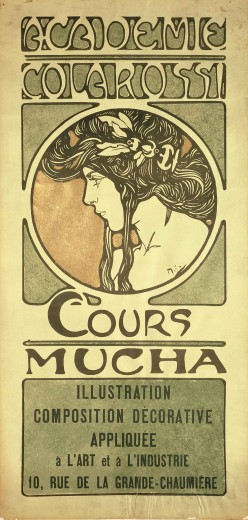
Muchův plakát propagující jeho výuku na Colarossiho akademii

Colarossiho akademie (Académie Colarossi) byla umělecká škola v Paříži, kterou v 19. století založil italský sochař Filippo Colarossi. Původně sídlila na ostrově Cité, avšak v 70. letech 19. století se přestěhovala do čísla 10 v rue de la Grande-Chaumière v Latinské čtvrti. Byla uzavřena ve 30. letech 20. století.
Filippo Colarossi založil svoji školu jako alternativu státem podporované Národní školy krásných umění, École des Beaux-Arts, jež se podle mínění řady slibných mladých umělců té doby stala příliš konzervativní..
Podobně jako rovnocenná Julianova akademie nabízela nezávislé alternativní vzdělání a průpravu v oblasti výtvarného umění a stejně tak přijímala do svých řad ženy a umožňovala jim kreslit podle nahých mužských modelů, což nebylo na Národní škole krásných umění myslitelné. Mezi studentky Colarossiho akademie patřily mimo jiné Modiglianiho múza Jeanne Hébuterneová, skotská impresionistka Bessie MacNicolová, kanadská impresionistka Emily Carrová a francouzská sochařka Camille Claudelová, která studovala i u Auguste Rodina.
V Latinské čtvrti, která byla tradiční studentskou čtvrtí, se v blízkém sousedství školy nacházely levné kavárny a ubytování pro studenty a také řada uměleckých ateliérů. Colarossiho akademie přitahovala stejně jako Julianova akademie zahraniční i nekonvenční francouzské studenty, jako byl v polovině 70. let Paul Gauguin. Díky své vyhlášené sochařské výuce lákala škola i mnoho zahraničních zájemců o tento obor, řada jich byla ze Spojených států.
V roce 1910 jmenovala pokroková Colarossiho akademie novozélandskou malířku Frances Hodgkinsovou (1869–1947) první ženskou vyučující. K dalším učitelům patřili mimo jiné i vlivný francouzský sochař Jean Antoine Injalbert a japonismem ovlivněný malíř Raphael Collin. V 90. letech na akademii vyučoval též Alfons Mucha.
Někdy ve 30. letech 20. století, zhruba v době, kdy došlo k uzavření školy, spálila paní Colarossiová drahocenný archiv školy jako odplatu za manželovo sukničkářství.

## Významní studenti
| Bulharsko              | Bulharsko              | Jules Pascin |
| Česko                  | dnešní Česká republika | František Bílek – Josef Čapek – Alfons Mucha - František Vobecký |
| Ekvádor                | Ekvádor                | Camilo Egas |
| Estonsko               | Estonsko               | Adamson-Eric – Konrad Mägi – Eduard Wiiralt |
| Finsko                 | Finsko                 | Helene Schjerfbeck – Ellen Thesleff |
| Francie                | Francie                | Hélène de Beauvoir – Camille Claudelová – Paul Gauguin – Marcel Gromaire – Jeanne Hébuterneová – Jean Lurçat – Claude-Émile Schuffenecker – Theophile-Alexandre Steinlen – Fabien Fabiano |
| Irsko                  | Irsko                  | Eileen Gray |
| Itálie                 | Itálie                 | Romaine Brooks – Amedeo Modigliani |
| Izrael                 | Izrael                 | Avigdor Stematsky |
| Japonsko               | Japonsko               | Kume Keiichiro – Seiki Kuroda – Henry Sugimoto |
| Kanada                 | Kanada                 | Frederic Marlett Bell-Smith – Emily Carr – Ralston Crawford – Prudence Heward – George Loftus Noyes – Maurice Prendergast – George Agnew Reid – Boardman Robinson – Marc Aurèle de Foy Suzor-Coté |
| Litva                  | Litva                  | Jacques Lipchitz |
| Maďarsko               | Maďarsko               | Emile Lahner – Camilla Koffler (Ylla) |
| Německo                | Německo                | Karl Albert Buehr – George Grosz – Hans Hofmann – Wilhelm Lehmbruck – Paula Modersohn-Becker |
| Norsko                 | Norsko                 | Nikolai Astrup – Jean Heiberg – Olaf Gulbransson – Wilhelm Rasmussen – Aage Storstein – Ingebrigt Vik – Gustav Wentzel – Cora Sandel |
| Nový Zéland            | Nový Zéland            | Sydney Lough Thompson |
| Polsko                 | Polsko                 | Stanisław Jackowski – Alfons Karpiński – Józef Mehoffer – Mela Muter - Włodzimierz Tetmajer – Max Weber – Stanisław Wyspiański- Eugeniusz Zak |
| Rakousko               | Rakousko               | Zofia Albinowska-Minkiewiczowa – Aloys Wach |
| Rumunsko               | Rumunsko               | Reuven Rubin |
| Rusko                  | Rusko                  | Gleb W. Derujinsky – Alexander Golovin – Anna Golubkina – Eugene Lanceray – Konstantin Somov – Emil Wiesel |
| Řecko                  | Řecko                  | Sophia Laskaridou |
| Španělsko              | Španělsko              | Hermenegildo Anglada Camarasa |
| Švédsko                | Švédsko                | Carl Eldh – Arvid Nyholm – Jenny Nyström – Hanna Pauli |
| Švýcarsko              | Švýcarsko              | Fritz Glarner – Oswald Pilloud – Louis Soutter |
| Spojené království     | Spojené království     | Lamorna Birch – John Duncan Fergusson – Richard Jack -Mina Loy – Laura Muntz Lyall – Ottilie Maclaren Wallace – Bessie MacNicol - Cedric Morris – Samuel Peploe – Elizabeth Polunin – Dod Procter – Robert William Service – Stansmore Dean Stevenson - Sydney Curnow Vosper |
| Spojené státy americké | Spojené státy          | Lucy Bacon – Cecilia Beaux – Charles Bittinger – Rinaldo Cuneo – Charles Demuth – Eyre de Lanux – Florence Esté – Clara Fasano - Lyonel Feininger – Meta Vaux Warrick Fuller – Marion Greenwood – Elizabeth Orton Jones – Walt Kuhn – Isamu Noguči – George Loftus Noyes – Pauline Palmer — Lilla Cabot Perry – Alice Morgan Wright – Stanton Macdonald-Wright – Elenore Plaisted Abbott – Alice Schille – Janet Scudder – Armstrong Sperry – Inga Stephens Pratt Clark – Challis Walker – Mahonri Young |
| Uruguay                | Uruguay                | Juan José Calandria |